# Duilhac-sous-Peyrepertuse
Duilhac-sous-Peyrepertuse település Franciaországban, Aude megyében. Lakosainak száma 145 fő (2022. január 1.). Duilhac-sous-Peyrepertuse Cucugnan, Montgaillard, Padern, Rouffiac-des-Corbières, Soulatgé, Maury és Saint-Paul-de-Fenouillet községekkel határos.

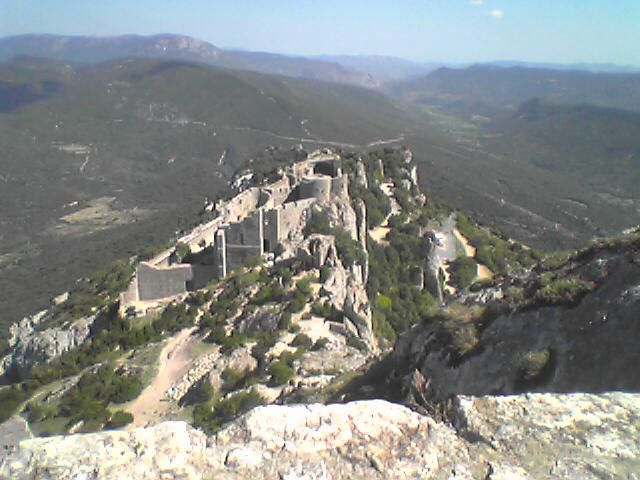
A vár madártávlatból

## Népessége
A település népességének változása:
| Lakosok száma | 111  | 94   | 87   | 120  | 147  | 148  | 146  | 146  | 148  | 145  |
|               | 1968 | 1982 | 1990 | 2006 | 2013 | 2015 | 2017 | 2019 | 2020 | 2022 |

## Látnivalók
Legnagyobb nevezetessége Peyrepertuse vára, amely a falutól északra épült egy 800 m magas hegyháton. Legrégibb részei 10. századiak; ekkor ez volt Besalú grófság legfőbb erőssége. Besalú a 12. század elején a Barcelonai grófság, majd ennek utódaként Aragónia részévé vált, északi részét pedig Franciaország szerezte meg. A két ország határát az 1259-ben kötött corbeili szerződés rendezte, és Peyrepertuse fontos határvárrá vált IX. (Szent) Lajos francia király a várat jelentősen megnövelte és megerősítette; a látványos falak nagyrészt máig állnak.

## Fordítás
- Ez a szócikk részben vagy egészben  a   County of Besalú című angol Wikipédia-szócikk ezen változatának fordításán alapul.  Az eredeti cikk szerkesztőit annak laptörténete sorolja fel. Ez a jelzés csupán a megfogalmazás eredetét és a szerzői jogokat jelzi, nem szolgál a cikkben szereplő információk forrásmegjelöléseként.